# Toxolasma parvus
Toxolasma parvus är en musselart som först beskrevs av Barnes 1823.  Toxolasma parvus ingår i släktet Toxolasma och familjen målarmusslor. Inga underarter finns listade i Catalogue of Life.